# Восстание юнкеров в Петрограде
Восстание юнкеров в Петрограде — первая после Октябрьской революции попытка вооружённого сопротивления становлению в России большевистской власти. Согласно советской историографии — контрреволюционное выступление юнкеров военных училищ, являвшееся частью мятежа Керенского-Краснова.

## Бои
После Октябрьской революции, 29 октября (11 ноября) 1917 год, юнкеры приняли участие в первом антисоветском восстании, организованном Комитетом спасения Родины и революции, который возглавляли сторонники эсеров.
Вечером 28 октября красногвардейский патруль задержал двоих членов КС, у которых с собой был приказ №1 КС, в котором предписывалось всем частям гарнизона не исполнять приказы ВРК, и прислать своих представителей в Инженерный замок — место нахождения КС. Большевики срочно стали стягивать верные им войска. А утром 29 октября Комитет спасения Родины и революции, согласно плану, поднял антисоветское восстание в Петрограде. Центром восстания стал Инженерный замок, а основной вооружённой силой — размещавшиеся в нём юнкеры Николаевского инженерного училища — 230 человек. Смещённый большевиками командующий Петроградским военным округом Г. П. Полковников объявил себя командующим «войсками спасения» и своим приказом запретил частям округа исполнять приказы ВРК.
Ранним утром юнкеры-николаевцы захватили Манеж и при поддержке одного броневика (из Манежа) смогли захватить телефонную станцию на Большой Морской, разоружив охранявший ее караул Кексгольмского полка, и отключить Смольный, арестовать часть комиссаров ВРК и начать разоружение красногвардейцев. Но даже сами военные училища не смогли договориться о совместных действиях. Так, Михайловское и Константиновское артиллерийские училища отказались принять участие в восстании (что позволило в дальнейшем сформировать из юнкеров Сводную Михайловско-Константиновскую батарею в Добровольческой армии). Отказалось принять участие в восстании и командование Николаевского кавалерийского училища.
Павловское военное училище было разоружено большевиками еще 26 октября.
Ни одна из частей Петроградского гарнизона к восстанию так же не присоединилась. Поэтому в восстании приняли участие только юнкеры 3 училищ — Николаевского инженерного училища, Владимирского военного училища и школа прапорщиков инженерных войск. Намеченные планы КС стянуть силы для штурма и занятия Петропавловской крепости и Смольного — оказались не выполненными. Военные училища были изолированы друг от друга и совместных действий не получилось.
Поэтому уже к 16 часам 29 октября силы ВРК очередной атакой отбили телефонную станцию (у юнкеров закончились патроны и они отступили к Исаакиевской площади, укрывшись в здании Министерства земледелия, а у броневика заглох мотор и его экипаж во главе с подпоручиком был растерзан) и превосходящими силами окружили Инженерный замок. Начавшиеся бои не позволили гласным городской думы пройти к юнкерам и уговорить их прекратить восстание. Окончательно выступление было подавлено к утру 30 октября.
Одновременно силы ВРК заблокировали несколько военных училищ в Петрограде, что в некоторых случаях сопровождалось жертвами. Особенно упорное сопротивление оказало Владимирское военное училище, где погибло с обеих сторон до 200 человек, а в ходе штурма применялась артиллерия.
Около 4 часов утра 29 октября юнкеры Владимирского училища разоружили караул, охранявший училище, арестовали комиссаров Военно-революционного комитета.
После 9 часов утра контролируемые большевиками воинские части при поддержке 2 броневиков пошли в атаку на училище.
Юнкеры отбивались около шести часов, несмотря на артиллерийский обстрел здания и подавляющий численный перевес нападавших. Они заблокировали окна первого этажа и из нескольких пулеметов простреливали прилегающие улицы.
Метким огнём они уничтожили орудийный расчёт, ведший огонь со стороны Малой Разночинной улицы. Тогда орудие было передислоцировано на угол Большой Порховской и Большой Гребецкой улиц (ныне угол Чкаловского проспекта и Пионерской улицы) и стало обстреливать боковую часть здания. Полковник Куропаткин просил по телефону у КС подкреплений — несмотря на бои связь еще работала.
Юнкеры продолжали сопротивляться даже тогда, когда восстание в других частях города, включая штаб восстания — Николаевское инженерное училище (Михайловский замок), было подавлено. Большевики подтянули солдат Павловского полка и 4-орудийную батарею. И полковник Полковников «во избежание напрасных жертв»  приказал юнкерам прекратить сопротивление. Юнкеры сдались на милость победителей около 2-х часов дня. Капитуляция КС ставила юнкеров в безвыходное положение.
К владимирцам посылали парламентёров с предложением сдаться, но юнкеры ответили отказом, и обстреляли их, убив и ранив несколько красногвардейцев и солдат. Начался артиллерийский обстрел училища, от которого погибли более 20 юнкеров и руководивший обороной полковник Куропаткин. Здание Владимирского училища было захвачено и, по некоторым данным, разграблено красногвардейцами после 3 часов дня 29 октября.
Среди разоруженных юнкеров оказались десятки лиц, арестованных еще при взятии Зимнего дворца и отпущенных под честное слово в том, что они не поднимут оружия против Советской власти. Раненых юнкеров перевезли в госпиталь, в здании Владимирского училища было изъято 11 пулеметов, 7 тыс. винтовок, много патронов и орудие.

## Потери
По данным меньшевистской газеты «Новая жизнь», при осаде было ранено и погибло около 200 юнкеров, а 71 человек стал жертвой самосудов. Советская историография сообщала о 71 убитом и 130 раненых. Часть юнкеров спустились по простыням с верхних этажей и смогли скрыться. 20 владимирцев были расстреляны у стен Петропавловской крепости. Больше 100 юнкеров и их офицеров содержались в Петропавловской крепости, но после вмешательства Городской думы были отпущены (информация не подтверждена).
Приводятся[кем?] иногда цифры и о 800 погибших юнкерах, но источник отсутствует.
Была взята в плен и группа юнкеров-николаевцев, отступивших от телефонной станции — 44 юнкера и 3 офицера.
В этот же день революционные матросы захватили здание школы прапорщиков инженерных войск, убив нескольких человек.
Всего силы ВРК потеряли убитыми 46 человек, более 100 раненными, также около 20 мирных жителей было ранено.

## Результаты
Восстание, задуманное как общевойсковое, оказалось плохо подготовлено. Воинские части отказались его поддержать, а несколько выступивших военных училищ приняли бои разрознено и оказались подавлены по очереди, так как ВРК могли перебрасывать свои силы по всему городу.

## Снос здания
В начале XXI в. в здании, принадлежавшем Владимирскому военному училищу, размещалось одно из подразделений Военно-космической академии им. Можайского. В 2007 году при губернаторе Матвиенко, несмотря на протесты петербургской общественности, здание было снесено ради новостройки.